# Mythologie haïtienne
Le vaudou haïtien est un mélange syncrétique de rites catholiques romains développés pendant la période coloniale française, influencés par des croyances africaines traditionnelles, prenant racines dans les traditions du Dahomey, du Kongo et la religion Yoruba. L'influence folklorique des peuples indigènes Taino d'Haïti fait également partie des sources religieuses importantes.
Les lwa, ou esprits avec lesquels les adeptes du vaudou travaillent et pratiquent, ne sont pas des dieux mais des serviteurs du Créateur Suprême Bondye (prononcez «Bon Dieu»). Conformément à l'influence franco-catholique, les pratiquants du vaudou sont pour la plupart monothéistes, estimant que les lwa sont de grandes et puissantes forces dans le monde avec lesquelles les humains interagissent et vice versa, résultant en une relation symbiotique destinée à apporter à la fois les humains et les lwa à Bondye.
«Le vaudou est une pratique religieuse, une foi qui pointe vers une connaissance intime de Dieu et offre à ses praticiens un moyen d'entrer en communion avec le Divin, à travers un paradigme de la danse, du chant et des prières, en constante évolution.»

## Histoire et origines du vaudouisme en Haïti
Le vaudou est issu des croyances animistes des tribus Yoruba au Bénin.
Il existe au total 180 lwa dans la religion vaudou, chacun d'eux portant un nom et une fonction spécifique et exclusive. Par exemple, Gede est l'esprit de vie et de mort qui est chargé de séparer les âmes et les corps des gens le moment venu et aussi de veiller sur leurs cimetières[réf. nécessaire].

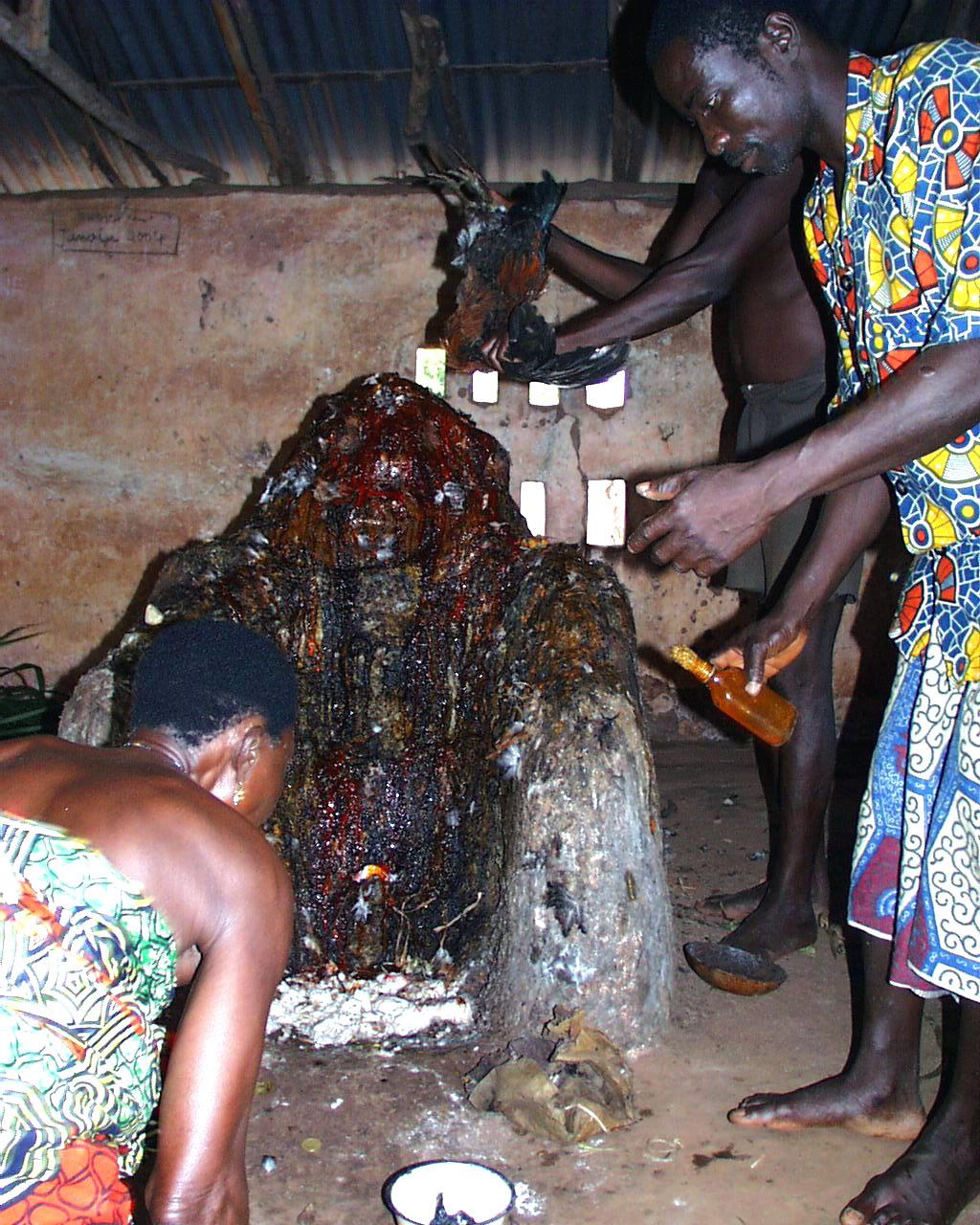
Rituel vaudou au Bénin.
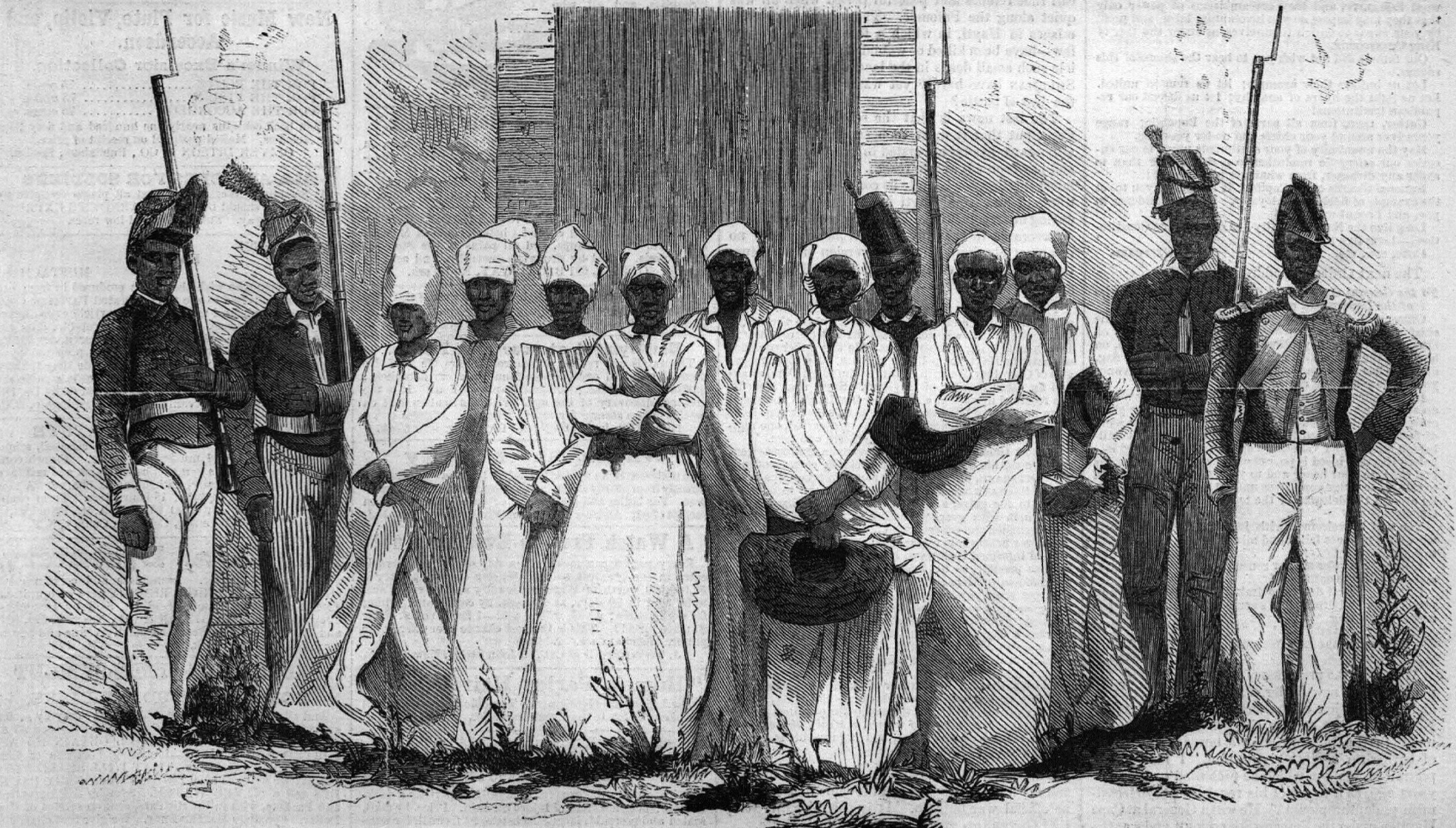
Des prêtresses et prêtres vaudous étaient parfois condamnés pour cannibalisme, comme ici dans l'Affaire de Bizoton (1864).

## Notions associées
- Asagwe - Danse vaudou haïtienne utilisée pour honorer les Loa.
- Avalou - ("supplication") Danse vaudou haïtienne.
- Coco macaque - instrument vaudou haïtien. C'est un bâton, censé pouvoir marcher tout seul. Le propriétaire d'un coco macaque peut l'envoyer faire des courses. S'il est utilisé pour frapper un ennemi, l'ennemi mourra avant l'aube.
- Gangan, Houngan - Prêtres haïtiens. Ils conduisent les peuples dans la danse, encouragent à jouer du tambour et à chanter pour invoquer le Loa.
- Gede - famille d'esprits liés à la mort et à la fertilité.
- Guinée - l'au-delà haïtien. C'est aussi là que la vie a commencé et la maison de leurs esprits.
- Lwa - Esprit vaudou haïtien.
- Mambo - Prêtresse haïtienne qui, avec le Houngan, dirige les rituels vaudou et invoque le Loa.
- Paquet congo - breloques en matière organique enveloppées de tissu, destinées à réveiller le Loa.
- Petro - famille d'esprits agressifs et guerriers
- Rada - ancienne famille d'esprits bienfaisante
- Tonton Macoute, une expression mythologique haïtienne signifiant "bogey man" (littéralement: "Oncle Bagman ")
- Ville au Camp - la capitale sous-marine du Loa.